# De Blauwe Wimpel
De Blauwe Wimpel is een tijdschrift dat zich richt op de scheepvaart en scheepsbouw in Nederland en België.
De titel van het tijdschrift is ontleend aan de blauwe wimpel, de onderscheiding voor (passagiers)schepen bij een snelheidsrecord tijdens de oversteek van de Atlantische Oceaan. De ondertitel is al heel lang Maandblad voor scheepvaart en scheepsbouw in de Lage Landen. Het tijdschrift is in 1946 opgericht door de schrijver Anthony van Kampen.
Het blad verschijnt maandelijks en brengt populairwetenschappelijke verhalen over moderne en historische aspecten van de maritieme wereld voor een breed publiek. De nadruk ligt op de koopvaardij, aangezien voor de marine al speciale tijdschriften bestaan.
In de eerste decennia werden ook regelmatig literair getinte maritieme verhalen en gedichten gepubliceerd, onder andere van Jan Slauerhoff en Jan Noordegraaf. Geregeld wordt aandacht geschonken aan de verrichtingen van de koopvaardijvloot in de Tweede Wereldoorlog.
In dit tijdschrift staan vrij wat illustraties door Pieter Kuhn. Hij was de tekenaar van de strip Kapitein Rob uit het dagblad Het Parool. Evert Werkman schreef de teksten. Kuhn signeerde zijn bijdragen met Pieter Kuhn, P.K., P.K of PK. Werk van zijn hand staat in de jaargangen 1946 tot en met 1950, 1955, 1957 en 1961. Aangezien Kuhn bevriend was met Anthony van Kampen, de oprichter van het blad, is Kuhns aanwezigheid niet verwonderlijk.